# مجزرة عائلة ورش أغا (29 أكتوبر 2023)
مجزرة عائلة ورش أغا هي مجزرةٌ ارتكبها سلاح الجوّ الإسرائيلي في 29 أكتوبر 2023 حينما أغارَ على منزل عائلة ورش أغا في بيت لاهيا شمال قطاع غزة. وخلال ساعات الصباح الأولى ليوم الأحد الموافق 29 أكتوبر 2023 قام سلاح الجو بشن سلسلة غارات على منزل عائلة ورش أغا. هذه المجزرة من ضمن عدة مجازر وقعت خلال عملية طوفان الأقصى. تسبّبت هذه المجزرة الإسرائيليّة والتي استهدفت منزل يضم عدد من المدنيين إلى استشهاد أكثر من 15 شهيداً من عائلة ورش أغا وجميعهم من عائلة واحدة.

## خلفية الحدث
في ساعاتِ الصباح الأولى من يوم السابع من أكتوبر 2023 أطلقت حركة المقاومة الإسلامية حماس عبر ذراعها العسكري كتائب الشهيد عز الدين القسام عملية طوفان الأقصى وذلك ردًا على الاعتداءات الإسرائيلية وتدنيس الأقصى والاستمرار في الاستيطان كما أكّد على ذلك محمد الضيف القائد العام للقسّام والذي أعطى إشارة انطلاق العمليّة التي شهدت اقتحامًا من المقاومين لمستوطنات غلاف غزة ونجحوا في قتلِ عدد كبيرٍ من الجنود الإسرائيلين، وأسر عشرات آخرين كما استطاعوا خلال ساعات قطع عشرات الكيلومترات ووصلوا لمستوطنات أبعد من تلك المحيطة والقريبة من قطاع غزة.
استمرَّت الاشتباكات بين الجيش الإسرائيلي وبين المقاومين في عديد من المستوطنات وعلى رأسها مستوطنة سديروت. الرد الإسرائيلي على هذه العمليّة جاء من خلال شنّ سلاح الجو الإسرائيلي عشرات الغارات العشوائيّة على القطاع متسبّبة في مقتل عشرات المدنيين وتدمير البنية التحتية لمدن القطاع، ليصل حد فرض إغلاق شامل وقطع متعمد لكل الخدمات من ماء وكهرباء وغاز، وهو ما هدَّد حياة أكثر من مليونَي فلسطيني يعيشُ داخل القطاع الذي يُعاني أصلًا من تبعات الحصار الخانق عليهم منذ ستة عشر عاماً.

## الضحايا
1. محمد هاني ورش أغا.
2. إياد لافي ورش أغا.
3. أحمد إياد ورش أغا.
4. غالية إياد ورش أغا.
5. غزل إياد ورش أغا.
6. ايمن إياد ورش أغا.
7. لؤي إياد ورش أغا.
8. ابتسام ورش أغا.
9. حنان ورش أغا.
10. زهير ورش أغا.
11. مراد زهير ورش أغا.
12. أشرف جابر ورش أغا.
13. غالية حرب ورش أغا.
14. مونة زاهر ورش أغا.
15. أحمد مراد ورش أغا.